# Кастильо, Карлос Жозе
Ка́рлос Жозе́ Касти́льо (порт. Carlos José Castilho; 27 ноября 1927, Рио-де-Жанейро — 2 февраля 1987, Рио-де-Жанейро) — бразильский футболист, вратарь. Двукратный чемпион мира (1958, 1962). Вместе с Пепе и Гвидо Мазетти один из трёх двукратных чемпионов мира, не сыгравших на победных турнирах ни одного матча.
Участник чемпионатов мира 1950 и 1954 годов. На турнире 1954 года был основным вратарём сборной, в остальных случаях являлся резервным вратарём. Почти всю свою карьеру выступал за один клуб — «Флуминенсе». Провёл 255 матчей без пропущенных голов.

## Карьера
Выступал за «Флуминенсе» с 1947 по 1964 год. Рекордсмен этой команды по количеству «сухих» матчей — 255. Был трёхкратным чемпионом штата Рио-де-Жанейро, двукратным победителем турнира Рио-Сан-Паулу, а также победителем международного Кубка Рио.
Кастильо всю свою жизнь отличался смелостью решений: однажды он в очередной раз травмировал палец, и доктор клуба прописал ему двухмесячное лечение. Однако голкипер не стал ждать, ампутировал палец и вернулся в ворота. Также Кастильо был известен тем, что страдал дальтонизмом. Однако сам футболист называл это благом, так как он мог видеть мячи, летящие в ворота с большей чёткостью.
На 60-м году бразилец покончил жизнь самоубийством по неизвестным причинам. Его нашли без сознания в своей квартире — он вскрыл себе вены. Друзья футболиста называли возможной причиной депрессию, связанную с тем, что его стали забывать в футбольных кругах. Именем Кастильо назвали тренировочный центр «Флуминенсе».

## Достижения

### Флуминенсе
- Чемпион Южной Америки (1): 1949
- Чемпион штата Рио-де-Жанейро (3): 1951, 1959, 1964
- Победитель турнира Рио-Сан-Паулу (2): 1957, 1960
- Победитель Кубка Рио (1): 1952
- Рекордсмен «Флуминенсе» среди вратарей по количеству матчей без пропущенных голов.

### Сборная Бразилии
- Чемпион мира (2): 1958, 1962
- Победитель Пан-американского чемпионата (1): 1952
- Победитель Кубка Бернардо О’Хиггинса (1): 1955
- Победитель Кубка Освалдо Круза (2): 1950, 1962
- Победитель Кубка Рока (1): 1957

### В качестве тренера
- Победитель Лиги Паулисты (1): 1984